# Camden (New York)
Pour les articles homonymes, voir Camden.
Ne doit pas être confondu avec Camden (village, New York).
Camden est une ville du comté d'Oneida, dans l'État de New York, aux États-Unis,. En 2010, elle comptait une population de 4 934 habitants.

## Démographie
Lors du recensement de 2010, la ville comptait une population de 4 934 habitants. Elle est estimée, en 2016, à 4 887 habitants.